# Florent Tortosa
Florent Tortosa (Montpellier, 3 settembre 1989) è un cestista francese.